# Słownik łacińsko-polski Bartłomieja z Bydgoszczy
Słownik łacińsko-polski – słownik łacińsko-polski opracowany przez Bartłomieja z Bydgoszczy w pierwszej połowie XVI wieku.
Pierwsza wersja słownika, na którą złożyło się ok. 4300 wyrazów polskich, została ukończona w 1532. Druga wersja z 1544 zawierała ok. 10 tys. słów polskich. Z powodu tych różnic słowniki są niekiedy uważane za osobne dzieła. Obie wersje składają się z trzech części, mających układ alfabetyczny: rzeczownikowo-przymiotnikowej, czasownikowej i zawierającej nieodmienne części mowy. Autor uwzględnił również słownictwo specjalistyczne, np. nazwy głosów ptasich i zwierzęcych, stopnie pokrewieństwa, nazwy chórów anielskich. Jeden rękopis słownika znajduje się w Archiwum Archidiecezjalnym w Poznaniu, zaś drugi w Bibliotece Uniwersyteckiej w Poznaniu w postaci odręcznych zapisków na marginesach inkunabułu Vocabularius breviloquus autorstwa Johannesa Reuchlina z 1488. W latach 1999–2019 słowniki zostały wydane w wersji polsko-łacińskiej.